# TSV Schott Mainz
TSV Schott Mainz is een Duitse voetbalclub uit Mainz, Rijnland-Palts. 

## Geschiedenis
De club werd opgericht in 1953 en was jarenlang actief in de lokale competitie. In 2004 werd de club kampioen in de Kreisklasse, het tiende niveau in Duitsland. Na drie seizoenen in de subtop kon de club in 2008 opnieuw kampioen worden, maar bleef door de invoering van de 3. Liga wel op het negende niveau spelen. Ook de volgende drie seizoenen werd de club kampioen waardoor ze in 2011 in de Verbandsliga speelden. Nadat de club ook hier in 2014 kampioen werd promoveerde de club naar de Oberliga Rheinland-Pfalz/Saar. Na een zesde plaats en een dertiende plaats slaagde de club er in 2017 in om opnieuw kampioen te worden en promoveerde zo binnen tien jaar vijf keer zonder één keer te degraderen. Aan deze reeks kwam in 2018 een einde toen de club degradeerde. 